# Vacanze al cimitero
Vacanze al cimitero è un romanzo per ragazzi di Domenica Luciani vincitore del Premio Bancarellino nel 2000.

## Trama
Gerardo "Jerry" Conti ha 12 anni ed è un fan di Sherlock Holmes, il che ovviamente lo spinge a indagare per ogni faccenda sospetta.
Dopo il funerale dei nonni, morti in un incidente d'auto, i genitori di Jerry non sono affatto disposti ad andare in vacanza e questo provoca una discussione in cui Jerry li convince a mandare in vacanza almeno lui. Anche se inizialmente Jerry è felice per questo, il suo umore cambia radicalmente quando scopre che i genitori lo vogliono mandare da un cugino del padre che fa il becchino in un cimitero dell'Alto Adige e oltretutto vive dentro al cimitero. Si lascia convincere solo perché l'anno prima in quel luogo era avvenuto un terribile incidente in cui aveva perso la vita un'intera scolaresca e crede di poter indagare sul caso. 
Però se crede di avere una vacanza tranquilla si sbaglia: dopo aver conosciuto Tilla, una ragazza del cimitero, si susseguono delle terrificanti apparizioni del fantasma di uno dei bambini morti, Angelo, e a causa sua Jerry sarà coinvolto in una pericolosa avventura.

## Edizioni
- Domenica Luciani, Vacanze al cimitero, collana Supergru, Giunti Editore, 2000,  p. 256, ISBN 88-09-01819-2.